# Alcoleja
Alcoleja (spanisch Alcolecha) ist eine Gemeinde im Südosten von Spanien in der Provinz Alicante in der Valencianischen Gemeinschaft. 2024 hatte die Gemeinde 186 Einwohner.

## Geografie
Alcoleja liegt etwa 44 Kilometer nordnordöstlich von Alicante in einer Höhe von ca. 740 m. 

## Demografie
| 1900 | 1930 | 1950 | 1970 | 1981 | 1991 | 2001 | 2011 | 2021 |
| ---- | ---- | ---- | ---- | ---- | ---- | ---- | ---- | ---- |
| 410  | 432  | 447  | 445  | 346  | 297  | 251  | 193  | 196  |

## Sehenswürdigkeiten
- Turm
- Vinzenzkirche

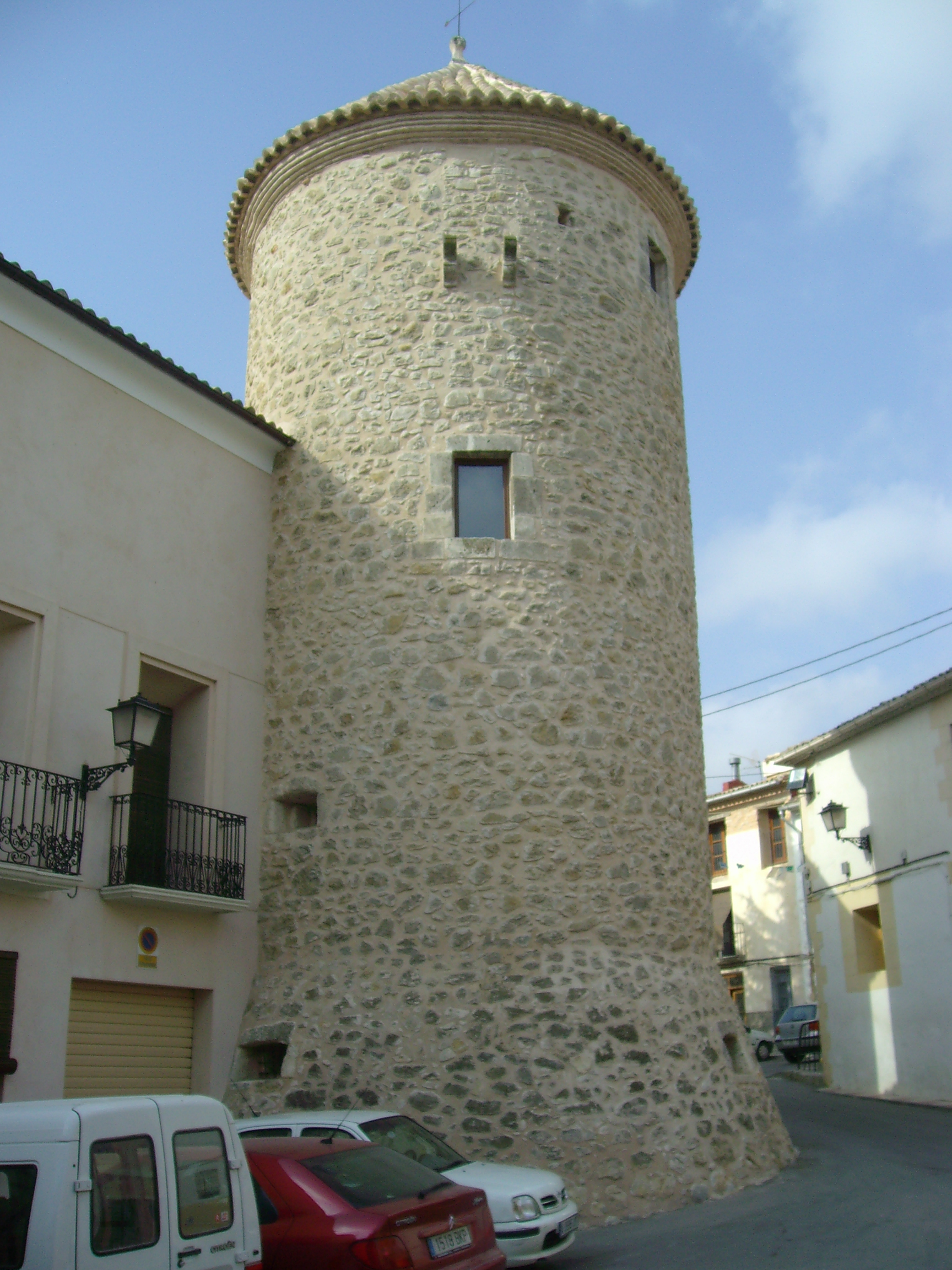
markgräflicher Turm von Alcoleja